# Joshua Mueller
Joshua Ryan Mueller (* 23. Dezember 1982) ist ein ehemaliger US-amerikanischer Basketballspieler.

## Laufbahn
Mueller wuchs in Hartford im US-Bundesstaat South Dakota auf. Zwischen 2001 und 2005 war er Student und Basketballspieler an der University of South Dakota. Mit 1991 erzielten Punkten setzte sich der 1,80 Meter große Aufbauspieler auf den zweiten Platz der Bestenliste der Hochschulmannschaft sowie auf den ersten Platz in den Kategorien Korbvorlagen, Ballgewinne und getroffene Dreipunktewürfe. 2016 wurde er in die Ruhmeshalle der Sportabteilung der University of South Dakota aufgenommen.
Er begann seine Laufbahn als Berufsbasketballspieler in seinem Heimatland in der Continental Basketball Association (CBA), in der er in der Saison 2005/06 zwölf Spiele für die Mannschaft Sioux Falls Skyforce bestritt, ehe er im Laufe der Saison zum deutschen Zweitligisten NVV Lions Mönchengladbach wechselte. Mueller erzielte für Mönchengladbach im Schnitt 24,9 Punkte und 6,1 Korbvorlagen je Begegnung, kehrte im Sommer 2006 zunächst zum deutschen Zweitligisten zurück und wechselte dann im Herbst 2006 zu Porvoon Tarmo nach Finnland. Erst wurde ihm die Freigabe verweigert, ehe Mueller zwischen Anfang Oktober und Anfang November 2006 neun Einsätze für den finnischen Erstligisten bestritt. Im weiteren Verlauf der Saison 2006/07 setzte Mueller seine Laufbahn bei Omniworld Almere (Niederlande) fort. In der Saison 2007/08 spielte er zeitweise für den Regionalligisten TuS Meckenheim und bestritt fünf Spiele für den FC Bayern München in der 1. Regionalliga.
Im Spieljahr 2008/09 stand Mueller erst bei den Bremen Roosters unter Vertrag und kam für die Norddeutschen in zwölf Spielen in der 2. Bundesliga ProA zum Einsatz, später spielte er in derselben Liga für Phoenix Hagen. 2009/10 war Mueller wieder Spieler des FC Bayern München, der mittlerweile in der 2. Bundesliga ProA antrat. Später verstärkte er die zweite Mannschaft der Telekom Baskets Bonn in der Regionalliga. Im März 2013 wurde er zusätzlich in Bonns Profimannschaft in einem Spiel der Basketball-Bundesliga eingesetzt.
Nach dem Ende seiner Spielerlaufbahn war Mueller zwei Jahre als Assistenztrainer an der Dakota Wesleyan University tätig. Er ließ sich mit seiner Familie in Arvada in Colorado nieder und arbeitete dort im Schuldienst.